# Meteorium aongstromii
Meteorium aongstromii är en bladmossart som beskrevs av Monte Gregg Manuel 1977. Meteorium aongstromii ingår i släktet Meteorium och familjen Meteoriaceae. Inga underarter finns listade i Catalogue of Life.